# 1618 en philosophie
Chronologie de la philosophie
- 1614
- 1615
- 1616
- 1617
- 1618
- 1619
- 1620
- 1621
- 1622

L’année 1618 a été marquée, en philosophie, par les événements suivants :

## Publications
- René Descartes :  
  - Extraits du Journal de Isaac Beeckman (1618-1619):
    - Varia AT X, 41-66
    - Physico-Mathematica AT X, 67-78

  - Compendium musicae (daté du 31 décembre 1618) AT X, 89-141

- Fortunio Liceti : De spontaneo Viventium Ortu, 1618, sur l'abiogenèse ou la génération spontanée des petits animaux. Ce traité a été réfuté par Francesco Redi.

- Georg Stengel : Libellus de bono et malo Syllogismo [.]. Nunc denuo, quorundam rogatu, ad publicam utilitatem formis subiectus. Munich, Nikolaus Heinrich, 1618; réédition : Leipzig, J. Brendelius, 1662.

## Naissances
- Damien Mitton (Paris, 1618-1690) est un écrivain français, l'un des théoriciens, comme Méré, de l'idéal de l'« honnête homme » au XVIIe siècle.

- Jacques Rohault, né en 1618 (ou peut-être vers la fin de 1617[1]) à Amiens et mort le 27 décembre 1672 à Paris, est un physicien français qui précisa et vulgarisa par des expériences remarquables la physique cartésienne et contribua au déclin de l'aristotélisme.

- John Smith, né en 1618 à Achurch (village près de Oundle, Northamptonshire), et mort le 7 août 1652 à Cambridge est un philosophe et théologien anglais.